# Little Gaddesden
Little Gaddesden es una parroquia civil y un pueblo del distrito de Dacorum, en el condado de Hertfordshire (Inglaterra).

## Geografía
Según la Oficina Nacional de Estadística británica, Little Gaddesden tiene una superficie de 11,34 km².

## Demografía
Según el censo de 2001, Little Gaddesden tenía 1124 habitantes (50% varones, 50% mujeres) y una densidad de población de 99,12 hab/km². El 20,46% eran menores de 16 años, el 70,73% tenían entre 16 y 74, y el 8,81% eran mayores de 74. La media de edad era de 42,62 años. Del total de habitantes con 16 o más años, el 16,89% estaban solteros, el 71,03% casados, y el 12,08% divorciados o viudos.
El 90,75% de los habitantes eran originarios del Reino Unido. El resto de países europeos englobaban al 3,83% de la población, mientras que el 5,43% había nacido en cualquier otro lugar. Según su grupo étnico, el 98,31% eran blancos, el 0,36% mestizos, y el 1,34% asiáticos. El cristianismo era profesado por el 77,27%, el hinduismo por el 0,89%, el judaísmo por el 0,71%, y el sijismo por el 0,27%. El 14,35% no eran religiosos y el 6,51% no marcaron ninguna opción en el censo.
Había 444 hogares con residentes, 18 vacíos, y 4 eran alojamientos vacacionales o segundas residencias.